# Живојин Ценић
Живојин Р. Ценић (Прокупље, 21. октобар 1894. — 10. јануар 1975) био је учесник Првог светског рата. Носилац је Албанске споменице и учесник пробоја Солунског фронта. Одликован златном медаљом за храброст "Милош Обилић”. Припадник другог Гвозденог пешадијског пука "Књаз Михајло”.
Велики рат је завршио као резервни пешадијски потпоручник. Маја 1919. године са групом виших српских официра службено боравио у Лом Паланци, Бугарска. Оженио се 14. новембра 1920. године у Београду. Између два рата радио као војно лице на Врачару. У периоду 1928 па до почетка рата живео на различитим локацијама у Београду. Војничку каријеру је завршио као мајор. Након слома Краљевине Југославије отеран је у заробљеништво у Немачкој. Због страха од комунистичког режима, након капитулације Немачке није се вратио у Југославију већ је емигрирао у Америку 30. маја 1950. године из Бременхафена на броду USNS "General S.D. Strugis". По ступању на Америчко тле у Бостону 8. јуна 1950. године затражио је Америчко држављанство. Добио га је 3. јануара 1956. године. Његова супруга је стигла у Америку 10. априла 1954. године. Живот у Америци провео је у Чикагу. Поред осталих послова радио је као лучки радник. Вратио се у Београд након смрти супруге 1971. године. Није имао деце. Умро је у Београду јануара 1975. године. Сахрањен је на Централном гробљу у Београду, парцела 40, гроб 201.